# Controdote

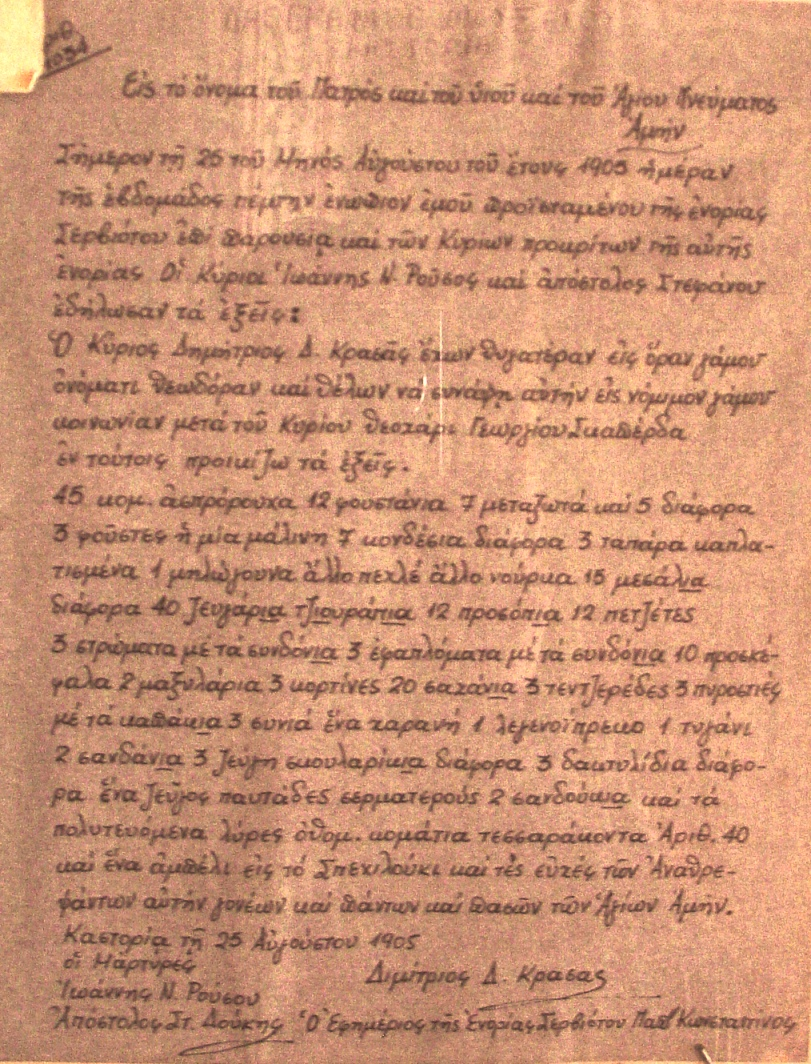
Contratto relativo alla contradote prima di un matrimonio a Kastoria, Grecia, (1905). Fonte: Museo del folklore di Kastoria

La controdote (contraddote, sopraddote, dodario o dotario, antefato o antifato) (in latino dotarium, donatio propter nuptias, bizantino: hypobolon; francese douaire, inglese dower, olandese weduwgift, tedesco Wittum) è il complesso dei beni che secondo la legge lo sposo o la famiglia dello sposo corrisponde alla sposa successivamente al matrimonio.
La controdote nacque dall'istituto germanico del weotuma (inglese antico) o prezzo della sposa, che veniva corrisposto non alla sposa, bensì alla sua famiglia da parte della famiglia dello sposo all'atto del contratto di matrimonio; nell'alto medioevo veniva invece corrisposto direttamente alla sposa.
Il termine mefio, di istituzione longobarda, indica per l'appunto tale tributo, che lo sposo doveva al mundualdo, o amministratore dei beni della sposa.

## Significato
Stabilito per legge e a favore della sposa, la controdote poteva consistere in denaro, beni immobili o introiti derivanti da interessi, ed era solitamente proporzionale alla dote; il suo importo poteva raggiungere un quarto dei beni dello sposo.
Per lo più il fine di tali donazioni era il mantenimento delle condizioni di vita preesistenti, nel caso di decesso del marito, per la vedova ed il nucleo familiare; sia nel Regno Unito che nei paesi islamici, la proprietà della controdote era comunque esclusiva della donna, e veniva considerata separata dagli altri beni. 
Se i beni dati dallo sposo alla sposa erano elargiti per questo scopo, venivano considerati come controdote anche se donati all'atto del fidanzamento, della promessa di matrimonio, o per esecuzione testamentaria. Popolarmente, nei paesi anglofoni, il termine indica anche la rendita vitalizia che il marito stabilisce per la moglie in un'epoca qualsiasi del matrimonio.
Può essere identificato con l'antico morgengabio, sulla cui base è nata l'istituzione del cosiddetto matrimonio morganatico. Quest'ultimo non era però un semplice tributo, in quanto sanciva anche il gradimento della sposa da parte del marito; questi infatti avrebbe potuto ripudiarla qualora non fosse illibata.